# Blepharita leuconota
Blepharita leuconota är en fjärilsart som beskrevs av Herrich-Schäffer 1845. Blepharita leuconota ingår i släktet Blepharita och familjen nattflyn. Inga underarter finns listade i Catalogue of Life.